# Сиссоко, Абдул
Абдул Сиссоко (фр. Abdoul Sissoko; 20 марта 1990 года, Труа) — французский футболист, полузащитник клуба «Аль-Кувейт».

## Клубная карьера
Родившийся во французском Труа Абдул Сиссоко начинал свою карьеру футболиста в одноимённом клубе. 15 августа 2008 года он дебютировал на профессиональном уровне, выйдя на замену в самом конце домашнего матча французской Лиги 2 против «Бреста».
1 июля 2011 года Сиссоко подписал пятилетний контракт с итальянским «Удинезе», но сыграл за него лишь в одном матче Кубка Италии и 19 января 2012 года был отдан в аренду французскому «Бресту». 4 февраля 2012 года он дебютировал в Лиге 1, выйдя на замену в гостевом поединке против «Монпелье». Сезон 2013/14 Сиссоко провёл на правах аренды за испанский «Эркулес» в Сегунде, а 2014/15 — за «Гранаду» в испанской Примере. В следующем году он вновь играл в Сегунде, за «Мальорку».
В середине августа 2016 года Абдул Сиссоко перешёл в турецкий «Акхисар Беледиеспор».

## Достижения
«Акхисар Беледиеспор»
- Обладатель Кубка Турции (1): 2017/18
- Обладатель Суперкубка Турции (1): 2018